# Hermann Gradl d.Ä.
Hermann Gradl d. Ä. (* 21. Mai 1869 in Dillingen an der Donau; † 17. April 1934 in Landsberg am Lech) war ein deutscher Kunstmaler, Radierer, Bildhauer und Kunstgewerbler des Jugendstils.

## Leben und Wirken
Hermann Joseph Gradl wurde am 21. Mai 1869 als eines von neun Kindern in Dillingen geboren. Er ist der Onkel des gleichnamigen Hermann Gradl d. J. Seine Eltern waren Anna geb. Kerle und Josef Gradl, ein Kaufmann und Geschworener beim Landgericht Augsburg. Hermann Gradl besuchte das Dillinger Humanistische Gymnasium. 1895 absolvierte er das Studium an der Münchner Kunstgewerbeschule. Zunächst war er als Landschaftsmaler tätig und arbeitete nebenbei als Entwurfszeichner für die Zinngießerei L. Lichtinger in München, die Metallwarenfabrik Gerhardi & Cie. in Lüdenscheid, die Kunstgewerbliche Metallwerkstätte W. Scherf & Co., die Metallwarenfabrik für Kleinkunst in Nürnberg.
Ab 1897 Entwurf von Edelzinnobjekten für die Metallwarenfabrik 'Rheinische Broncegießerei Ferdinand Hubert Schmitz, Cöln-Ehrenfeld', die sich ab 1900 'Orivit AG Metallwarenfabrik' nannte. 1898 und 1899 wurden Gradls Werke im Münchner Glaspalast ausgestellt. Gradl war für die Porzellanmanufaktur Nymphenburg von 1899 bis 1905 tätig. 1899 entwarf er das Porzellan-Fischservice 'Belle Epoque' (Modellnr. 688 mit dem Dekor 624). 1900 wurden das Fischservice für Nymphenburg, einige Steinzeugarbeiten und ein Tafelservice für 'Villeroy & Boch' auf der Pariser Weltausstellung erstmalig präsentiert und als eines der gelungensten Beispiele des floralen Jugendstils mit dem 'Grand Prix' prämiert. In dieser Zeit fertigte er auch erste Entwürfe für Villeroy & Boch Mettlach sowie mehrere Steinzeugarbeiten, wie Wandteller, Kannen, Krüge, Vasen, Streichholzhalter, Punch-Bowlen und Jardinieren und ein Wandbrunnen.

## Werk und Wirkung
Nur wenige der Steinzeugarbeiten von Villeroy & Boch wurden von Hermann Gradl signiert. Zu seinen typischen stilisierenden Elementen gehören Blumenmotive, in denen Blumen zu Dolden und Büscheln zusammengefasst sind. Gradls vom französischen Art Nouveau beeinflusste Formauffassung und Verbindung naturalistischer mit graphisch-linearen Stilelemente wird eingeordnet als maßgeblich prägend für die Jugendstilproduktion der mit ihm zusammenarbeitenden Unternehmen.